# جيمس غرانت (كاتب أمريكي)
جيمس غرانت (بالإنجليزية: James Grant)‏ هو كاتب سير وكاتب أمريكي، ولد في 26 يوليو 1946 في الولايات المتحدة.